# 大友親家
大友親家（日语：／ Ōtomo Chikaie，1561年—1641年5月4日）是日本戰國時代至江戶時代前期的武將。大友氏家臣。父親是豐後國的戰國大名大友義鎮（宗麟）。

## 生平
在永祿4年（1561年）出生，家中次男。因為性格覇道，為了避免家督爭鬥而被父親宗麟置於僧籍，不過反對並還俗（一說是跟隨父親前往臼杵的教堂，並被基督教感化）。天正3年（1575年）11月，成為基督徒，得到洗禮名巴斯弟盎（日语：セバスチャン）（一說此後於聖誕節破壞町中數個寺院）。
天正7年（1579年），取代發起反亂的田原親貫，繼承田原氏的家督，此後改名為田原親家。天正9年（1581年）期間，成為加判眾，並參與在豐前國、筑後國、筑前國的戰鬥。天正14年（1586年），在與島津氏的豐薩合戰中，對兄長義統不滿，於是與島津義久暗通,此事被義統知道後差點遭其殺害，在其父宗麟的仲裁下被罷免役職沒收領地並被帶往臼杵，雖在不久後改名門司勘解由允，在豐前門司城及豐後富尾城等移動，但在之後仍被平定九州的豐臣秀吉追究不忠的責任，雖然得到父親宗麟的仲裁而免去一死，不過役職仍被罷免，所領再次被沒收。另外，根據『弗洛伊斯日本史』記載，在這段時期，其中一隻眼睛失去視力。
此後，返回宗麟之下移居回臼杵，在父親臨終時亦在場舉行其葬禮。天正19年（1591年）8月，再次被任命為加判眾。翌年（1592年），在文祿之役中亦有參陣。在大友氏被改易後，被置於立花宗茂的軍中。慶長14年（1609年），以客分身份仕於細川忠興，得到1百石、3十人扶持，並改名為利根川道孝。
在寬永18年（1641年）死去。享年80歲。

## 子孫
兒子親英的子孫成為細川氏的直臣，並稱松野氏。

## 附記
1. ↑  依據「大友吉弘氏系図」吉弘鎮信與側室・林Julia（林ジュリア，宗麟正室・奈多夫人的侍女長，後成為宗麟繼室）之女・利根河道孝室。『柳川歴史資料集成第二集 柳河藩享保八年藩士系図・上』吉弘系図 P.116。

## 外部連結
- 武家家伝＿大友氏 （页面存档备份，存于）
- 武家家伝＿田原氏（页面存档备份，存于）